# Neoalticomerus seamansi
Neoalticomerus seamansi är en tvåvingeart som beskrevs av Shewell 1960. Neoalticomerus seamansi ingår i släktet Neoalticomerus och familjen tickflugor. Inga underarter finns listade i Catalogue of Life.